# Zofia Kunert

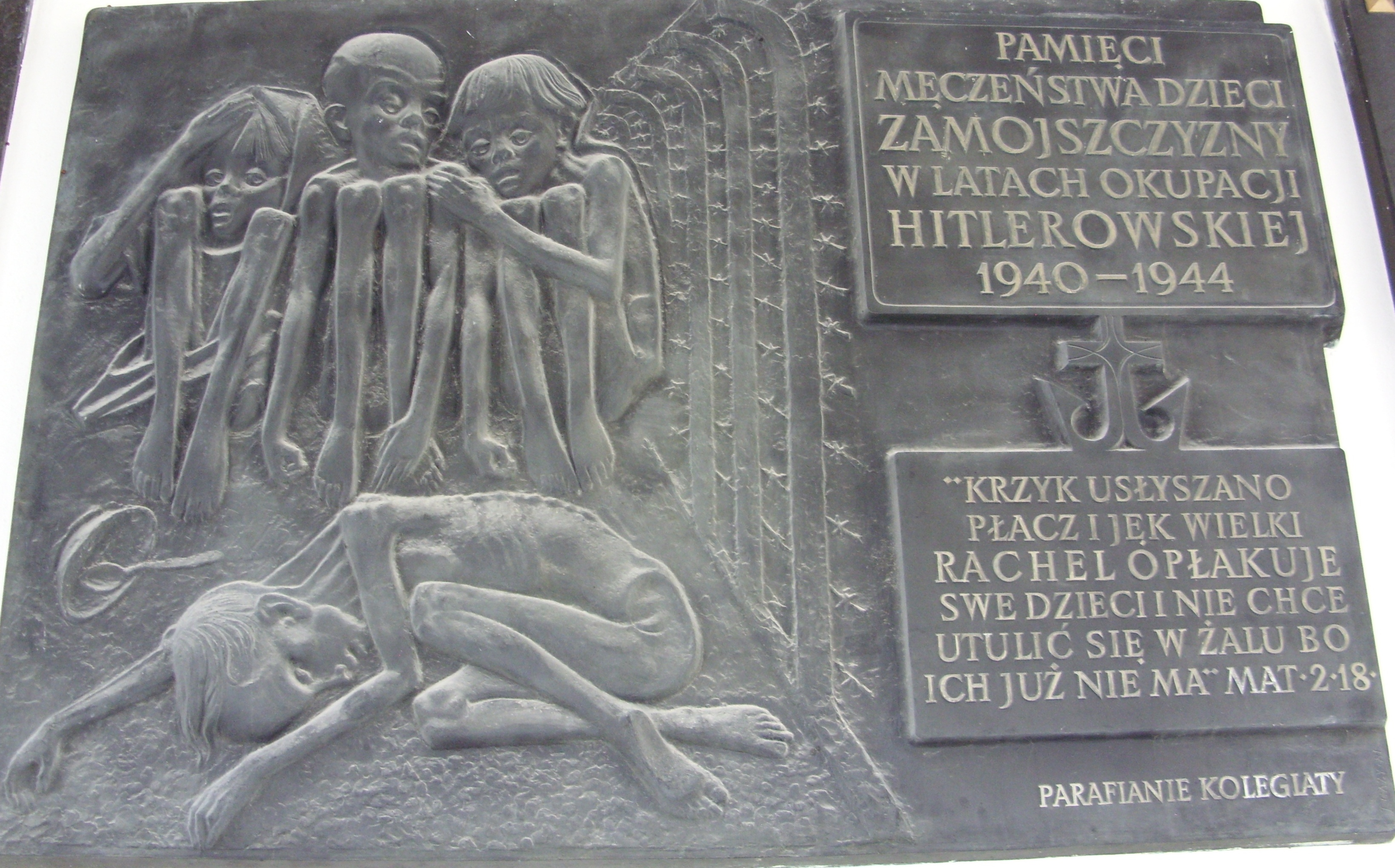
Dzieci Zamojszczyzny, bohaterowie jednego z filmów Zofia Kunert, tablica w Zamościu

Zofia Kunert – polska reżyser filmowa i scenarzystka.
Reżyserka i autorka filmów dokumentalnych. W latach 1994–2014 pracownik Telewizji Polskiej.
W 2013 roku odznaczona Krzyżem Kawalerskim Orderu Odrodzenia Polski za wybitne zasługi w dokumentowaniu i upowszechnianiu wiedzy o najnowszej historii Polski.

## Wybrana filmografia
reżyser
- Nieznany patron (1996)[1]
- Dom w Sulejówku (1998)
- Dzieci Zamojszczyzny (1999), wspólnie z Hanną Etemadi. Film o Dzieciach Zamojszczyzny[3][1]
- Dowódcy AK (2001-2002)[1]
- Z gorącego serca. Żegota (2003) Film o Radzie Pomocy Żydom „Żegota”[4]
- Meldunek przyniósł gołąb... Polacy pod Monte Cassino (2004)
- ...Za każdy kamień Twój... (2004)
- ...Odważyć się być wolnym... (2004)
- Przez Wilhelmshaven i Maczków (2005)
- Polki nad Londynem (2005)
- Ostatnie dni wojny (2005)
- Niezłomy generał. Mieczysław Boruta-Spiechowicz (2005)
- Biskup największej diecezji (2005)
- Przystanek Niepodległość (2006)
- Polskie lato, węgierska jesień (2006)
- Nieznany a bliski (2008)
- Partyzanci trzech puszcz (2011)
- Walka bez broni. Biuro Informacji i Propagandy Komendy Głównej Armii Krajowej (2012)
- Opowieść o Żegocie (2015) Film o Radzie Pomocy Żydom „Żegota”[5][1]
- Szczęście i przypadki (2016)[1].

## Książki
Zofia Kunert wspólnie z Andrzejem Kunertem i Zygmuntem Walkowskim są autorami książki pt. Osiem misji kuriera z Warszawy (2005) (ISBN 836016097X), opowiadającej o Janie Nowaku-Jeziorańskim.